# 克一河
克一河（鄂伦春语：Kiraa dɔɔn）位于中国内蒙古自治区东北部呼伦贝尔市鄂伦春自治旗境内，是嫩江水系甘河上游右岸的一条支流。发源于鄂伦春自治旗西部克一河镇库布春林场以北大兴安岭山脉南麓，向东流经克一河镇、甘河镇，于甘河镇甘西村以北汇入甘河干流。克一河全长86千米，流域面积1780平方千米，河道平均比降2.41‰，年均径流量3.53亿立方米。克一河流域地处大兴安岭林区，是中国重要的林业生产基地之一，设有兴安国家森林公园。流域内蕴藏有珍珠岩矿。
河名源自鄂伦春语，意为“紧靠山湾流的水”，另一說“克一”是河岸的意思。